# Eleutherodactylus
Eleutherodactylus é um gênero de anfíbios da família Eleutherodactylidae. Está distribuído do sul dos Estados Unidos (sul do Texas) e oeste do México ao sul até Belize e Guatemala; e nas Antilhas das Bahamas e Cuba ao leste e sul até as ilhas de sotavento no Caribe.

## Nomenclatura e taxonomia
Hedges, em 1989, através de uma análise molecular dividiu o gênero Eleutherodactylus em cinco subgêneros: Craugastor, Eleutherodactylus, Pelorius, Syrrhophus e Euhyas. Darst e Canatella, em 2004, demonstraram que o gênero era polifilético através de análise filogenética molecular. Em 2005, o subgênero Craugastor foi elevado a categoria de gênero distinto. Em 2007, Pristimantis foi removido da sinonímia de Eleutherodactylus e elevado a gênero distinto. Em 2008, o gênero foi revisado e proposto cinco subgêneros: Eleutherodactylus, Euhyas, Pelorius, Schwartzius e Syrrhopus. Em 2011, uma análise filogenética confirmou a monofilia do gênero, e também que os subgêneros Eleutherodactylus, Schwartzius e Syrrhopus são monofiléticos, enquanto o Euhyas é polifilético.

## Espécies
As seguintes espécies são reconhecidas no gênero Eleutherodactylus:
- Eleutherodactylus aporostegus Schwartz, 1965
- Eleutherodactylus bothroboans Schwartz, 1965
- Eleutherodactylus campi (Stejneger, 1915)
- Eleutherodactylus counouspeus Schwartz, 1964
- Eleutherodactylus diplasius Schwartz, 1973
- Eleutherodactylus erythroproctus Schwartz, 1960
- Eleutherodactylus feichtingeri Díaz, Hedges & Schmid, 2012
- Eleutherodactylus limbensis Lynn, 1958
- Eleutherodactylus melatrigonum Schwartz, 1966
- Eleutherodactylus notidodes Schwartz, 1966
- Eleutherodactylus olibrus Schwartz, 1958
- Eleutherodactylus orarius (Dixon, 1957)
- Eleutherodactylus paralius Schwartz, 1976
- Eleutherodactylus rucillensis Cochran, 1939
- Eleutherodactylus sommeri Schwartz, 1977
- Eleutherodactylus staurometopon Schwartz, 1960
- Eleutherodactylus tychathrous Schwartz, 1965

### SubgêneroEleutherodactylus
| - E. (E.) abbotti Cochran, 1923 - E. (E.) amplinympha Kaiser, Green & Schmid, 1994 - E. (E.) antillensis Reinhardt & Lütken, 1863 - E. (E.) audanti Cochran, 1934 - E. (E.) auriculatoides Noble, 1923 - E. (E.) auriculatus Cope, 1862 - E. (E.) barlagnei Lynch, 1965 - E. (E.) bartonsmithi Schwartz, 1960 - E. (E.) brittoni Schmidt, 1920 - E. (E.) cochranae Grant, 1932 - E. (E.) cooki Grant, 1932 - E. (E.) coqui Thomas, 1966 - E. (E.) eileenae Dunn, 1926 - E. (E.) eneidae Rivero, 1959 - E. (E.) flavescens Noble, 1923 - E. (E.) fowleri Schwartz, 1973 - E. (E.) glamyrus Estrada & Hedges, 1997 | - E. (E.) gryllus Schmidt, 1920 - E. (E.) guantanamera Hedges, Estrada & Thomas, 1992 - E. (E.) haitianus Barbour, 1942 - E. (E.) hedricki Rivero, 1963 - E. (E.) ionthus Schwartz, 1960 - E. (E.) jasperi Drewry & Jones, 1976 - E. (E.) johnstonei Barbour, 1914 - E. (E.) juanariveroi Ríos-López & Thomas, 2007 - E. (E.) karlschmidti Grant, 1931 - E. (E.) lamprotes Schwartz, 1973 - E. (E.) leberi Schwartz, 1965 - E. (E.) locustus Schmidt, 1920 - E. (E.) mariposa Hedges, Estrada & Thomas, 1992 - E. (E.) martinicensis Tschudi, 1838 - E. (E.) melacara Hedges, Estrada & Thomas, 1992 - E. (E.) minutus Noble, 1923 | - E. (E.) montanus Schmidt, 1919 - E. (E.) parabates Schwartz, 1964 - E. (E.) patriciae Schwartz, 1965 - E. (E.) pinchoni Schwartz, 1967 - E. (E.) pituinus Schwartz, 1965 - E. (E.) poolei Cochran, 1938 - E. (E.) portoricensis Schmidt, 1927 - E. (E.) principalis Estrada & Hedges, 1997 - E. (E.) richmondi Stejneger, 1904 - E. (E.) ronaldi Schwartz, 1960 - E. (E.) schwartzi Thomas, 1966 - E. (E.) unicolor Stejneger, 1904 - E. (E.) varians Gundlach & Peters, 1864 - E. (E.) wetmorei Cochran, 1932 - E. (E.) wightmanae Schmidt, 1920 |

### SubgêneroEuhyas
| - E. (Eu.) acmonis Schwartz, 1960 - E. (Eu.) adelus Diaz, Cadiz & Hedges, 2003 - E. (Eu.) albipes Barbour & Shreve, 1937 - E. (Eu.) alcoae Schwartz, 1971 - E. (Eu.) alticola Lynn, 1937 - E. (Eu.) amadeus Hedges, Thomas & Franz, 1987 - E. (Eu.) andrewsi Lynn, 1937 - E. (Eu.) apostates Schwartz, 1973 - E. (Eu.) armstrongi Noble & Hassler, 1933 - E. (Eu.) atknisi Dunn, 1925 - E. (Eu.) bakeri Cochran, 1935 - E. (Eu.) beguei Díaz & Hedges, 2015 - E. (Eu.) blairhedgesi Estrada, Díaz & Rodriguez, 1998 - E. (Eu.) bresslerae Schwartz, 1960 - E. (Eu.) brevirostris Shreve, 1936 - E. (Eu.) caribe Hedges & Thomas, 1992 - E. (Eu.) casparii Dunn, 1926 - E. (Eu.) cavernicola Lynn, 1954 - E. (Eu.) corona Hedges & Thomas, 1992 - E. (Eu.) cubanus Barbour, 1942 - E. (Eu.) cundalli Dunn, 1926 - E. (Eu.) cuneatus Cope, 1862 - E. (Eu.) darlingtoni Cochran, 1935 - E. (Eu.) dimidiatus Cope, 1862 - E. (Eu.) dolomedes Hedges & Thomas, 1992 - E. (Eu.) emiliae Dunn, 1926 - E. (Eu.) etheridgei Schwartz, 1958 - E. (Eu.) eunaster Schwartz, 1973 - E. (Eu.) furcyensis Shreve & Williams, 1963 - E. (Eu.) fuscus Lynn & Dent, 1943 - E. (Eu.) glandulifer Cochran, 1935 - E. (Eu.) glanduliferoides Shreve, 1936 | - E. (Eu.) glaphycompus Schwartz, 1973 - E. (Eu.) glaucoreius Schwartz & Fowler, 1973 - E. (Eu.) goini Schwartz, 1960 - E. (Eu.) gossei Dunn, 1926 - E. (Eu.) grabhami Dunn, 1926 - E. (Eu.) grahami Schwartz, 1979 - E. (Eu.) greyi Dunn, 1926 - E. (Eu.) griphus Crombie, 1986 - E. (Eu.) guanahacabibes Estrada & Rodriguez, 1985 - E. (Eu.) gundlachi Schmidt, 1920 - E. (Eu.) heminota Shreve & Williams, 1963 - E. (Eu.) iberia Estrada & Hedges, 1996 - E. (Eu.) intermedius Barbour & Shreve, 1937 - E. (Eu.) jamaicensis Barbour, 1910 - E. (Eu.) jaumei Estrada & Alonso, 1997 - E. (Eu.) jugans Cochran, 1937 - E. (Eu.) junori Dunn, 1926 - E. (Eu.) klinikowskii Schwartz, 1959 - E. (Eu.) lentus Cope, 1862 - E. (Eu.) leoncei Shreve & Williams, 1963 - E. (Eu.) limbatus Cope, 1862 - E. (Eu.) lucioi Schwartz, 1980 - E. (Eu.) luteolus Gosse, 1851 - E. (Eu.) maestrensis Díaz, Cádiz & Navarro, 2005 - E. (Eu.) michaelschmidi Díaz, Cádiz & Navarro, 2007 - E. (Eu.) monensis Meerwarth, 1901 - E. (Eu.) nubicola Dunn, 1926 - E. (Eu.) orcutti Dunn, 1928 - E. (Eu.) orientalis Barbour & Shreve, 1937 - E. (Eu.) oxyrhyncus Duméril & Bibron, 1841 - E. (Eu.) pantoni Dunn, 1926 | - E. (Eu.) paulsoni Schwartz, 1964 - E. (Eu.) pentasyringos Schwartz & Fowler, 1973 - E. (Eu.) pezopetrus Schwartz, 1960 - E. (Eu.) pictissimus Cochran, 1935 - E. (Eu.) pinarensis Dunn, 1926 - E. (Eu.) planirostris Cope, 1862 - E. (Eu.) probolaeus Schwartz, 1965 - E. (Eu.) rhodesi Schwartz, 1980 - E. (Eu.) ricordii Duméril & Bibron, 1841 - E. (Eu.) riparius Estrada & Hedges, 1998 - E. (Eu.) rivularis Diaz, Estrada & Hedges, 2001 - E. (Eu.) rogersi Goin, 1955 - E. (Eu.) rufifemroralis Noble & Hassler, 1933 - E. (Eu.) schmidti Noble, 1923 - E. (Eu.) sciagraphus Schwartz, 1973 - E. (Eu.) semipalmatus Shreve, 1936 - E. (Eu.) simulans Diaz & Fong, 2001 - E. (Eu.) sisyphodemus Crombie, 1977 - E. (Eu.) tetajulia Estrada & Hedges, 1996 - E. (Eu.) thomasi Schwartz, 1959 - E. (Eu.) thorectes Hedges, 1988 - E. (Eu.) toa Estrada & Hedges, 1991 - E. (Eu.) tonyi Estrada & Hedges, 1997 - E. (Eu.) turquinensis Barbour & Shreve, 1937 - E. (Eu.) varleyi Dunn, 1925 - E. (Eu.) ventrilineatus Shreve, 1936 - E. (Eu.) warreni Schwartz, 1976 - E. (Eu.) weinlandi Barbour, 1914 - E. (Eu.) zugi Schwartz, 1958 |

### SubgêneroPelorius
| - E. (P.) cattus Rodriguez, Dugo-Cota, Montero-Mendieta, Gonzalez-Voyer, Alonso Bosch, Vences & Vilà, 2017 - E. (P.) chlorophenax Schwartz, 1976 - E. (P.) geitonos Díaz, Incháustegui, Marte, Köhler, Cádiz & Rodríguez, 2018 - E. (P.) hypostenor Schwartz, 1965 - E. (P.) inoptatus Barbour, 1914 | - E. (P.) ligiae Incháustegui, Díaz & Marte, 2015 - E. (P.) neiba Incháustegui, Díaz & Marte, 2015 - E. (P.) nortoni Schwartz, 1976 | - E. (P.) parapelates Hedges & Thomas, 1987 - E. (P.) ruthae Noble, 1923 |

### SubgêneroSyrrhopus
| - E. (S.) albolabris Lynch & Lescure, 1980 - E. (S.) angustidigitorum Taylor, 1940 - Eleutherodactylus colimotl Grünwald, Reyes-Velasco, Franz-Chávez, Morales-Flores, Ahumada-Carrillo, Jones & Boissinot, 2018 - E. (S.) cystingnathoides Cope, 1877 - E. (S.) dennisi Lynch, 1970 - E. (S.) dilatus Davis & Dixon, 1955 - E. (S.) erendirae Grünwald, Reyes-Velasco, Franz-Chávez, Morales-Flores, Ahumada-Carrillo, Jones & Boissinot, 2018 - E. (S.) floresvillelai Grünwald, Reyes-Velasco, Franz-Chávez, Morales-Flores, Ahumada-Carrillo, Jones & Boissinot, 2018 - E. (S.) grandis Dixon, 1957 - E. (S.) grunwaldi Reyes-Velasco, Ahumada-Carrillo, Burkhardt & Devitt, 2015 - E. (S.) guttilatus Cope, 1879 - E. (S.) interorbitalis Langebartel & Shannon, 1956 - E. (S.) jaliscoensis Grünwald, Reyes-Velasco, Franz-Chávez, Morales-Flores, Ahumada-Carrillo, Jones & Boissinot, 2018 - E. (S.) leprus Cope, 1879 | - E. (S.) longipes Baird, 1859 - E. (S.) manantlanensis Grünwald, Reyes-Velasco, Franz-Chávez, Morales-Flores, Ahumada-Carrillo, Jones & Boissinot, 2018 - E. (S.) marnockii Cope, 1878 - E. (S.) maurus Hedges, 1989 - E. (S.) modestus Taylor, 1942 - E. (S.) nietoi Grünwald, Reyes-Velasco, Franz-Chávez, Morales-Flores, Ahumada-Carrillo, Jones & Boissinot, 2018 - E. (S.) nitidus Peters, 1870 - E. (S.) pallidus Duellman, 1958 - E. (S.) pipilans Taylor, 1940 - E. (S.) rubrimaculatus Taylor & Smith, 1945 | - E. (S.) rufescens (Duellman & Dixon, 1959) - E. (S.) saxatilis Webb, 1962 - E. (S.) symingtoni Schwartz, 1957 - E. (S.) syristes Hoyt, 1965 - E. (S.) teretistes Duellman, 1958 - E. (S.) verrucipes Cope, 1885 - E. (S.) verruculatus Peters, 1870 - E. (S.) wixarika Reyes-Velasco, Ahumada-Carrillo, Burkhardt & Devitt, 2015 - E. (S.) zeus Schwartz, 1958 |